# Juraj Šižgorić
Juraj Šižgorić (lat. Georgius Sisgoreus, Georgius Sisgoritus) (Šibenik, o. 1445. – Šibenik, 1509.), hrvatski je latinistički pjesnik iz šibenske plemićke obitelji Šižgorić.

## Životopis
Juraj Šižgorić središnja je ličnost šibenskog humanističkog kruga i jedna od najznačajnijih ličnosti kulturnog života u XV. stoljeću hrvatskog naroda. Rođen je u Šibeniku o. 1445., a studirao je u Padovi gdje je doktorirao crkveno pravo 1471. godine. Bio je svećenik s mnogim dužnostima, među ostalim i biskupskog vikara dvaput. Postoje spekulacije o moćnim neprijateljima zbog gubitka očinskog imanja, no malo se detalja zna o njegovom životu u gradu. Šižgorić je tijesno bio vezan uz svoj zavičaj te je svojemu latiniziranomu imenu često dodavao i sintagmu Sibenicensis Dalmata, a u djelima mu se očituje i domoljublje te protuturska tematika.

## Djelo
Elegiarum et carminum libri tres (Knjiga elegija i pjesama) najstarija je hrvatska pjesnička inkunabula i njegovo jedino za života tiskano djelo (Venecija, 1477.). Sastoji se od 62 pjesme, većinom u elegijskom distihu, a 11 je pjesama sastavljeno u safičkoj strofi te 3 u falečkim jedanaestercima. Tematika je antičko mitološka ili povijesna, ali žanrovski prevladavaju poslanice, pozdravnice i epigrami. Premda u zbirci nema ljubavne poezije, neke pjesme pokazuju da Šižgorić poznaje konvencije rimske ljubavne elegije. Najpoznatija je De Sibenicensis agri vastatione (Elegija o pustošenju Šibenskog polja), tada suvremena elegija protuturske tematike. Šižgorićeva tužaljka za izgubljenom braćom koja se nalazi u zbirci postoji i u dužoj verziji, naslova Prosopopeya edita per Gergorium Sisgoreum Sibenicensem studentem Patauii.
Druga Šižgorićeva zbirka latinskih pjesama sastavljena je 1487. godine ostala je u rukopisu sve do 1962. godine, a posvećena je šibenskom knezu Antoniju Calbu (knez od 1486. – 1489.). Sastoji se od 16 pjesama u sapfičkoj strofi, i to 13 himana posvećenih apostolima i svetom Pavlu. U zbirci se također nalazi posvetna oda Calbu te dvije osobne pjesme s aluzijom na suparnika.
Zemljopisno-povijesna rasprava u prozi De situ Illyriae et civitate Sibenici (O smještaju Ilirije i grada Šibenika) sastoji se od 17 poglavlja i domoljubne je tematike. Posvećena je Calbu kao i zbirka himni apostolima. Referencija Alberta Fortisa na Šižgorićevo djelo Delle piu nobili prerogative di Sebenico, dugo smatrano izgubljenim, odnosi se na upravo na De situ Illyriae.
Šižgorićev opus obuhvaća i danas izgubljeno djelo Dicteria Illyrica (Ilirske poslovice), prijevode hrvatskih poslovica koje je priredio zajedno sa šibenskim plemićem Jakovom Naplavićem.

## Vanjske poveznice
Mrežna mjesta
- Maja Kožić, U spomen Jurju Šižgoriću povodom petstote obljetnice njegova djela "O smještaju Ilirije i o gradu Šibeniku, Etnološka tribina, Vol.17 No.10, prosinac 1987., Hrčak
- Milivoj Šrepel, Humanist Šižgorić, Rad JAZU Knj. 51, Zagreb, 1899., DiZbi
- Znameniti Hrvati - Juraj Šižgorić, Hrvatska pošta